# Una notte di luna per l'ispettore Dalgliesh
Una notte di luna per l'ispettore Dalgliesh (titolo originale Devices and Desires) è un romanzo della scrittrice inglese P. D. James del 1989. Fa parte della serie che ha per protagonista l'ispettore inglese Adam Dalgliesh che durante un periodo di ferie si trova casualmente coinvolto nel caso di un serial killer detto "Il Fischiatore".

## Trama
Adam Dalgliesh è un ispettore di polizia, ma anche un apprezzato poeta; vedovo e senza legami si reca nel Norfolk per curare l'eredità ricevuta dall'anziana zia Jane. Dal mulino che la solitaria zia aveva ristrutturato come abitazione, Dalgliesh domina un panorama costiero aspro ed irregolare dove l'unico edificio moderno è una possente centrale nucleare. Durante una passeggiata serale scoprirà il quinto cadavere di donna che il Fischiatore ha sfregiato dopo lo strangolamento.

## Edizioni in italiano
- Una notte di luna per l'ispettore Dalgliesh, traduzione di Roberta Rambelli, Collana Omnibus, Milano, Arnoldo Mondadori Editore, 1990,  p. 491. - Collana Oscar Bestsellers n.260, Mondadori, 1992, ISBN 978-88-04-36134-3; Collana I Miti n.299, Mondadori, 2004; Collana Oscar Smart Collection, Mondadori, 2013.